# Tai Ding
Tai Ding (太丁) de son nom personnel Zi Tuo (子托).

## Nomenclature
Il est appelé, à tort, Tai Ting. Il est aussi appelé Wen Ding (文丁), Da Ding (大丁), Wen Wu Ding (文武丁) et Fu Ding (父丁)

## Règne
Il fut le vingt-septième roi de la dynastie Shang. Il fut intronisé à Yin (殷) en 1194 av. J.-C.[réf. souhaitée],
Dans la deuxième année de son règne, ses vassaux Zhou dirigés par Ji Li (季歷) attaquèrent les barbares Rong (en) à Yanjing (燕京) mais ils furent défaits. La rivière Huan (洹水) s'assécha durant la troisième année de son règne. Ji Li réattaqua les Rong, mais cette fois à Yuwu (余無) et il y triompha.
Yuwu fut annexé au territoire Zhou. Ji Li attaqua encore les Rong, cette fois à Hu (呼) et fut encore une fois victorieux. Il continua de lutter contre les Rong, qu'il défit à Xitu (翳徒) et il captura trois généraux rong. Il rapporta la victoire à Tai Ding.
Cependant, Tai Ding s'inquiéta des récents succès des Zhou. Aussi, il récompensa Ji Li en lui donnant maints trésors puis l'envoya à Saiku (塞库) où il le fit exécuter. Tai Ding disparut en 1191 av. J.-C.